# Zhàntái
Zhàntái, anche noto col titolo internazionale di Platform, è un film del 2000 diretto da Jia Zhangke.

## Trama
Fenyang, provincia di Shanxi, 1979-1989: una compagnia teatrale itinerante segue l'evoluzione politica della Cina, dalla rivoluzione culturale agli albori della globalizzazione, e passa dai musical didattici maoisti alla breakdance. Intanto, Mingliang corteggia Ruijuan malgrado l'opposizione del padre di lei, mentre Zhang Jun e Zhong Ping vanno a vivere insieme pur non essendo sposati.

## Distribuzione
Il film è stato presentato in anteprima il 5 settembre 2000 alla 57ª Mostra internazionale d'arte cinematografica di Venezia nel concorso principale.

## Riconoscimenti
- 2000 - Mostra internazionale d'arte cinematografica
  - Premio NETPAC
- 2000 - Festival des 3 Continents
  - Mongolfiera d'oro